# Сіделья (Кентуккі)
Сіделья (англ. Sedalia) — переписна місцевість (CDP) в США, в окрузі Ґрейвс штату Кентуккі. Населення — 279 осіб (2020).

## Географія
Сіделья розташована за координатами 36°38′55″ пн. ш. 88°36′5″ зх. д. / 36.64861° пн. ш. 88.60139° зх. д. (36.648710, -88.601385).  За даними Бюро перепису населення США в 2010 році переписна місцевість мала площу 3,08 км², з яких 3,07 км² — суходіл та 0,01 км² — водойми.

## Демографія
Згідно з переписом 2010 року, у переписній місцевості мешкало 295 осіб у 115 домогосподарствах у складі 87 родин. Густота населення становила 96 осіб/км².  Було 135 помешкань (44/км²).
Расовий склад населення:
| - 96,3 % — білих - 0,3 % — чорних або афроамериканців - 2,4 % — осіб інших рас |

До двох чи більше рас належало 1,0 %. Частка іспаномовних становила 2,4 % від усіх жителів.
За віковим діапазоном населення розподілялося таким чином: 23,4 % — особи молодші 18 років, 53,5 % — особи у віці 18—64 років, 23,1 % — особи у віці 65 років та старші. Медіана віку мешканця становила 41,8 року. На 100 осіб жіночої статі у переписній місцевості припадало 100,7 чоловіків;  на 100 жінок у віці від 18 років та старших — 96,5 чоловіків також старших 18 років.
Середній дохід на одне домашнє господарство  становив 37 823 долари США (медіана — 35 156), а середній дохід на одну сім'ю — 35 929 доларів (медіана — 33 839). 
Цивільне працевлаштоване населення становило 83 особи. Основні галузі зайнятості: виробництво — 47,0 %, транспорт — 26,5 %, роздрібна торгівля — 19,3 %.